# Tickenham
Tickenham is een civil parish in het bestuurlijke gebied North Somerset, in het Engelse graafschap Somerset met 910 inwoners.